# Pachyarmatherium brasiliense
|espécie evoluídaDinossauro
Pachyarmatherium brasiliense é uma espécie extinta de mamífero da ordem Cingulata do Pleistoceno do Brasil. Os restos fósseis foram encontrados no município de Baraúna, no estado do Rio Grande do Norte. A falta de datação precisa do material impede calcular a idade dos fósseis, mas estima-se que ele tenha ocorrido no final do Pleistoceno, entre 40 e 10 mil anos, e tinha um peso estimado de 100 kg.